# Parlamento cantonal

Por formación política más votada de cada Cantón:
El Centro (DM/LC/IC)
Unión Democrática de Centro (SVP/UDC/PPC)
Partido Liberal Radical Suizo (FDP/PLR/PLD)
Partido Socialista Suizo (SPS/PSS)

Las legislaturas cantonales de Suiza (también conocidas como parlamentos cantonales o consejos legislativos cantonales) son los órganos legislativos de los 26 cantones suizos. Cada cantón, en virtud del sistema federal suizo, goza de una amplia autonomía y cuenta con su propio parlamento, que desempeña funciones legislativas, presupuestarias y de supervisión del poder ejecutivo cantonal.

## Marco constitucional
La estructura y competencias de las legislaturas cantonales en Suiza se fundamentan en el principio federal consagrado en la Constitución Federal de la Confederación Suiza.

### Soberanía cantonal
El artículo 3 de la Constitución Federal establece:
"Los cantones son soberanos en la medida en que su soberanía no esté limitada por la Constitución Federal; ejercen todos los derechos que no estén delegados a la Confederación."
Constitución Federal de la Confederación Suiza, Art. 3
Esto implica que los cantones poseen autonomía legislativa, ejecutiva y judicial, siempre que no contradigan el derecho federal. En virtud de esta soberanía, cada cantón tiene su propia constitución cantonal, que debe ser aprobada por el pueblo y puede ser revisada según procedimientos internos democráticos.

### Organización interna
El artículo 51 de la Constitución Federal regula el contenido básico de las constituciones cantonales:
"Cada cantón se dota de una constitución democrática. Esta requiere la aprobación del pueblo y puede ser revisada en cualquier momento. Debe garantizar la elección democrática de las autoridades."
Art. 51, apartado 1, Constitución Federal
Asimismo, el artículo exige que las constituciones cantonales sean conformes con el derecho federal (Art. 51, apartado 2). En este marco, cada cantón organiza libremente su poder legislativo, definiendo su composición, competencias y funcionamiento.

### División de poderes
La Constitución Federal no impone una estructura específica, pero se basa en el principio de separación de poderes, ampliamente adoptado por los cantones. En la práctica, todos los cantones, salvo los que mantienen el sistema de Landsgemeinde, cuentan con un parlamento elegido democráticamente y con funciones claramente separadas del poder ejecutivo.

### Derecho a la participación y elecciones
El artículo 34 garantiza los derechos políticos de los ciudadanos, asegurando su libre participación en elecciones y votaciones a todos los niveles del Estado, incluidos los cantonales:
"Los derechos políticos están garantizados. La garantía protege la libre formación de la voluntad y la expresión leal del voto."
Art. 34, Constitución Federal
Esto incluye el derecho a elegir a los miembros de las legislaturas cantonales mediante sufragio libre y democrático.

## Estructura
Cada cantón de Suiza posee un parlamento unicameral, compuesto por un número variable de diputados, determinado por la constitución cantonal respectiva. El tamaño de los parlamentos cantonales varía considerablemente, oscilando entre los 49 miembros del Consejo Cantonal de Appenzell Rodas Interiores y los 180 miembros del Gran Consejo de Zúrich.
La denominación oficial del parlamento varía según la lengua y tradición política del cantón:
- Grand Conseil (francés) – por ejemplo, en los cantones de Vaud, Ginebra y Neuchâtel.
- Grosser Rat o Kantonsrat (alemán) – en cantones como Basilea-Ciudad, Berna o Zúrich.
- Gran Consiglio (italiano) – en el cantón del Tesino.
- Landsgemeinde – en los cantones de Appenzell Rodas Interiores y Glaris, donde la función legislativa se ejerce mediante una asamblea popular al aire libre.

### Duración del mandato y elección
Los diputados cantonales son elegidos por sufragio universal. La duración del mandato suele ser de cuatro años, aunque puede variar ligeramente según el cantón. La mayoría de cantones emplea sistemas de representación proporcional para la elección de sus legisladores, mientras que algunos, como Nidwalden y Obwalden, utilizan sistemas mayoritarios o mixtos.
La distribución de escaños dentro del cantón suele basarse en divisiones territoriales internas, como distritos o círculos electorales. En algunos cantones, los diputados están obligados a residir en el distrito por el que se presentan.

### Funcionamiento
Los parlamentos cantonales se organizan internamente en comisiones permanentes y sesiones plenarias. Las comisiones preparan los proyectos de ley y otros asuntos que luego se debaten en el pleno. Las sesiones son en general públicas y, en muchos cantones, se transmiten por medios digitales.
Cada legislatura elige una presidencia parlamentaria, generalmente compuesta por un presidente o presidenta y varios vicepresidentes, quienes dirigen las sesiones y representan al parlamento ante el público y otras instituciones.

### Landsgemeinde
Una forma tradicional de parlamento cantonal subsiste en los cantones de Appenzell Rodas Interiores y Glaris, donde la Landsgemeinde (asamblea al aire libre de todos los ciudadanos con derecho a voto) se celebra anualmente. En estas asambleas, los ciudadanos aprueban leyes, eligen a magistrados y deciden sobre diversos asuntos cantonales por votación a mano alzada. Esta forma de democracia directa es única en el contexto suizo y europeo.

## Composición
| Cantón | Cantón                     | Denominación                            | Composición                                                           | Composición                                                           | Composición                                                           | Composición                                                           | Composición                                                           | Composición                                                           | Composición                                                           | N.º de miembros | Ultimas elecciones | Duración de mandato |   |  |   |    |    |      |        |
| Cantón | Cantón                     | Denominación                            |                                                                       |                                                                       |                                                                       |                                                                       |                                                                       |                                                                       | Otr.                                                                  | N.º de miembros | Ultimas elecciones | Duración de mandato |   |  |   |    |    |      |        |
| ------ | -------------------------- | --------------------------------------- | --------------------------------------------------------------------- | --------------------------------------------------------------------- | --------------------------------------------------------------------- | --------------------------------------------------------------------- | --------------------------------------------------------------------- | --------------------------------------------------------------------- | --------------------------------------------------------------------- | --------------- | ------------------ | ------------------- | - |  | - | -- | -- | ---- | ------ |
| Cantón | Cantón                     | Denominación                            |                                                                       | Appenzell Rodas Exteriores                                            | Kantonsrat                                                            | 7                                                                     | 22                                                                    | 10                                                                    | Otr.                                                                  | N.º de miembros | Ultimas elecciones | Duración de mandato | 3 |  | 2 | 21 | 65 | 2023 | 4 años |
|        | Appenzell Rodas Interiores | Grosser Rat                             | Sin formaciones políticas, su órgano legislativo es el Landsgemeinde. | Sin formaciones políticas, su órgano legislativo es el Landsgemeinde. | Sin formaciones políticas, su órgano legislativo es el Landsgemeinde. | Sin formaciones políticas, su órgano legislativo es el Landsgemeinde. | Sin formaciones políticas, su órgano legislativo es el Landsgemeinde. | Sin formaciones políticas, su órgano legislativo es el Landsgemeinde. | Sin formaciones políticas, su órgano legislativo es el Landsgemeinde. | 49              | 2023               | 4 años              |   |  |   |    |    |      |        |
|        | Argovia                    | Grosser Rat                             | 43                                                                    | 21                                                                    | 23                                                                    | 18                                                                    | 14                                                                    | 13                                                                    | 8                                                                     | 140             | 2024               | 4 años              |   |  |   |    |    |      |        |
|        | Basilea-Campiña            | Landrat                                 | 21                                                                    | 17                                                                    | 20                                                                    | 10                                                                    | 12                                                                    | 6                                                                     | 4                                                                     | 90              | 2023               | 4 años              |   |  |   |    |    |      |        |
|        | Basilea-Ciudad             | Grosser Rat                             | 12                                                                    | 7                                                                     | 31                                                                    | 7                                                                     | 12                                                                    | 7                                                                     | 24                                                                    | 100             | 2024               | 4 años              |   |  |   |    |    |      |        |
|        | Berna                      | Grosser Rat/Grand Conseil               | 44                                                                    | 18                                                                    | 32                                                                    | 12                                                                    | 19                                                                    | 16                                                                    | 19                                                                    | 160             | 2022               | 4 años              |   |  |   |    |    |      |        |
|        | Friburgo                   | Grand Conseil/Grosser Rat               | 18                                                                    | 23                                                                    | 21                                                                    | 26                                                                    | 13                                                                    | 3                                                                     | 6                                                                     | 110             | 2021               | 5 años              |   |  |   |    |    |      |        |
|        | Ginebra                    | Grand Conseil                           | 12                                                                    | 22                                                                    | 18                                                                    | 9                                                                     | 15                                                                    |                                                                       | 24                                                                    | 100             | 2023               | 5 años              |   |  |   |    |    |      |        |
|        | Glaris                     | Landrat                                 | 18                                                                    | 11                                                                    | 8                                                                     | 12                                                                    | 6                                                                     | 5                                                                     |                                                                       | 60              | 2022               | 4 años              |   |  |   |    |    |      |        |
|        | Grisones                   | Grosser Rat/Cusegl grond/Gran Consiglio | 25                                                                    | 27                                                                    | 27                                                                    | 34                                                                    |                                                                       | 7                                                                     |                                                                       | 120             | 2022               | 4 años              |   |  |   |    |    |      |        |
|        | Jura                       | Parlement                               | 7                                                                     | 8                                                                     | 13                                                                    | 15                                                                    | 7                                                                     | 2                                                                     | 8                                                                     | 60              | 2020               | 5 años              |   |  |   |    |    |      |        |
|        | Lucerna                    | Kantonsrat                              | 27                                                                    | 22                                                                    | 19                                                                    | 32                                                                    | 12                                                                    | 8                                                                     |                                                                       | 120             | 2023               | 4 años              |   |  |   |    |    |      |        |
|        | Neuchâtel                  | Grand Conseil                           | 12                                                                    | 30                                                                    | 27                                                                    | 3                                                                     | 15                                                                    | 5                                                                     | 8                                                                     | 115             | 2021               | 4 años              |   |  |   |    |    |      |        |
|        | Nidwalden                  | Landrat                                 | 15                                                                    | 15                                                                    | 2                                                                     | 16                                                                    | 7                                                                     | 5                                                                     |                                                                       | 60              | 2022               | 4 años              |   |  |   |    |    |      |        |
|        | Obwalden                   | Kantonsrat                              | 13                                                                    | 11                                                                    | 6                                                                     | 19                                                                    |                                                                       | 2                                                                     | 4                                                                     | 55              | 2022               | 4 años              |   |  |   |    |    |      |        |
|        | San Galo                   | Kantonsrat                              | 42                                                                    | 19                                                                    | 18                                                                    | 27                                                                    | 6                                                                     | 6                                                                     | 2                                                                     | 120             | 2024               | 4 años              |   |  |   |    |    |      |        |
|        | Schaffhausen               | Kantonsrat                              | 21                                                                    | 9                                                                     | 16                                                                    | 2                                                                     | 3                                                                     | 5                                                                     | 4                                                                     | 60              | 2024               | 4 años              |   |  |   |    |    |      |        |
|        | Schwyz                     | Kantonsrat                              | 38                                                                    | 19                                                                    | 14                                                                    | 23                                                                    | 1                                                                     | 5                                                                     |                                                                       | 100             | 2024               | 4 años              |   |  |   |    |    |      |        |
|        | Soleura                    | Kantonsrat                              | 25                                                                    | 20                                                                    | 21                                                                    | 20                                                                    | 9                                                                     | 4                                                                     | 1                                                                     | 100             | 2021               | 4 años              |   |  |   |    |    |      |        |
|        | Tesino                     | Gran Consiglio                          | 9                                                                     | 21                                                                    | 12                                                                    | 16                                                                    | 5                                                                     | 2                                                                     | 25                                                                    | 90              | 2023               | 4 años              |   |  |   |    |    |      |        |
|        | Turgovia                   | Grosser Rat                             | 42                                                                    | 17                                                                    | 18                                                                    | 21                                                                    | 13                                                                    | 6                                                                     | 13                                                                    | 130             | 2024               | 4 años              |   |  |   |    |    |      |        |
|        | Uri                        | Landrat                                 | 17                                                                    | 13                                                                    | 5                                                                     | 24                                                                    | 2                                                                     | 3                                                                     |                                                                       | 64              | 2024               | 4 años              |   |  |   |    |    |      |        |
|        | Valais                     | Grand Conseil/Grosser Rat               | 22                                                                    | 27                                                                    | 20                                                                    | 40                                                                    | 13                                                                    |                                                                       | 8                                                                     | 130             | 2021               | 4 años              |   |  |   |    |    |      |        |
|        | Vaud                       | Grand Conseil                           | 23                                                                    | 50                                                                    | 32                                                                    |                                                                       | 24                                                                    | 14                                                                    | 7                                                                     | 150             | 2022               | 5 años              |   |  |   |    |    |      |        |
|        | Zug                        | Kantonsrat                              | 18                                                                    | 18                                                                    | 8                                                                     | 19                                                                    | 10                                                                    | 6                                                                     | 1                                                                     | 80              | 2022               | 4 años              |   |  |   |    |    |      |        |
|        | Zúrich                     | Kantonsrat                              | 46                                                                    | 29                                                                    | 36                                                                    | 11                                                                    | 19                                                                    | 24                                                                    | 15                                                                    | 180             | 2023               | 4 años              |   |  |   |    |    |      |        |
| Total  | Total                      | Total                                   | 577 (22,68%)                                                          | 496 (19,50%)                                                          | 457 (17,96%)                                                          | 419 (16,47%)                                                          | 237 (9,32%)                                                           | 156 (6,13%)                                                           | 202 (7,94%)                                                           | 2608            | -                  | -                   |   |  |   |    |    |      |        |